# Rossov grad
Rossov grad (irsko Caisleán an Rois) je bivalno-obrambni grad na Irskem klana O'Donoghue, ki ga je dal zgraditi konec 15. stoletja. Grad je danes bolj povezan z družino Browne iz Killarneyja, ki je bila do nedavnega tudi njegova lastnica. Stoji na obali jezera Lough Leane v narodnem parku Killarney v grofiji Kerry.
Prvi lastniki gradu so v njem živeli do sredine osemdesetih let 16. stoletja, ko so ga prodali Macu Cartyju Moru. More je grad skupaj s posestvi najprej oddal v najem siru Valentinu Brownu. Grad je bil eden zadnjih, ki se je med irskimi konfederacijskimi vojnami predal Oliverju Cromwellu. Branilci pod vodstvom lorda Muskerryja so se predali šele po tem, ko so Cromwellove enote pod vodstvom generala Ludlowa pred grad po reki Laune pripeljale artilerijo. Po legendi naj bi grad padel šele takrat, ko bo v jezero priplula vojna ladja, kar se je metaforično tudi zgodilo, čeprav so v jezero pripluli samo čolni, naloženi s topovi. 
Ob koncu vojn je družini Brown uspelo zadržati lastništvo nad gradom in posestvom, ker jim je uspelo dokazati, da je bil dedič gradu ob uporu premlad, da bi v njem sodeloval. Okoli leta 1688 so v bližini gradu zgradili dvorec, vendar so jih zaradi močnih vezi z angleškim kraljem Jakobom II. izgnali iz Irske. V gradu so takrat uredili vojašnico, ki je tam ostala do prve polovice 19. stoletja. Kasneje se Brownovi niso vrnili živet na grad, temveč so si v bližini Killarneyja zgradili dvorec, imenovan Kenmare House. 
Grad je tipičen utrjen objekt, značilen za irske vojaške poveljnike v srednjem veku. Sestavljen je iz četverokotnega obrambnega stolpa, ki ga je v zgodnjem obdobju obdajalo obzidje s štirimi vogalnimi obrambnimi stolpiči.
Legenda pravi, da je prvega lastnika gradu, O’Donoghua, nevidna sila posrkala skozi okno stolpa skupaj s konjem, mizo in knjižnico. Tako naj bi poslej prebival v veliki palači na jezerskem dnu, od koder naj bi budno spremljal dogodke v okolici svojega gradu. 
Danes je grad turistična znamenitost, ogledati si ga je mogoče vse leto. Izpred gradu poleti vozijo turistične ladje, ki turiste popeljejo na krožno vožnjo po jezeru, organizirani pa so tudi prevozi s čolni na otok Innisfallen, kjer so ostanki srednjeveškega samostana.